# Jan Andrzej Morsztyn
Jan Andrzej Morsztyn (Sandomierz, Kielce, 1613 — Châteauvillain, Xampanya, 1693) va ser un poeta polonès. La seva obra s'emmarca dins del gènere barroc, del qual és possiblement el màxim exponent del seu país. Fortament influenciat per Giambattista Marino, va escriure epigrames, sonets i endevinalles. Són obres seves Kanikuła albo psia gwiazda (‘Canícula o l'estrella del gos', 1647) i Lutnia (‘El so’, 1661). Va ser un destacat membre de la noblesa polonesa durant els temps de la Confederació de Polònia i Lituània i va acumular diversos títols i riquesa al llarg de la seva vida. De caràcter filofrancès, va adoptar la nacionalitat francesa el 1678 i va ser agent secret del rei Lluís XIV de França.